# آيت أودرغال (آيت جابر)
آيت أودرغال هو دُوَّار يقع بجماعة اغبالة، إقليم بني ملال، جهة بني ملال خنيفرة في المملكة المغربية. ينتمي الدوّار لمشيخة آيت جابر التي تضم 6 دواوير. يقدر عدد سكانه بـ 92 نسمة حسب الإحصاء الرسمي للسكان والسكنى لسنة 2004.

## وصلات خارجية
- البوابة الوطنية للجماعات الترابية
- المندوبية السامية للتخطيط